# Henry Cravoisier
Henry Édouard Cravoisier-Papin, né le 21 décembre 1884 à Melun (Seine-et-Marne) et mort le 6 novembre 1952 dans le 16e arrondissement de Paris (Seine), est un homme d'affaires et homme politique français, ainsi qu'une personnalité du monde hippique.

## Biographie
Fils de Maurice Cravoisier, directeur de la Compagnie des assurances mutuelles de Seine-et-Marne, et de Marie-Clémence Le Brasseur, neveu de Charles Laffite (président de l'Agence Havas), il succède à son père comme directeur général des Assurances mutuelles de Seine-et-Marne et devient président du conseil des directeurs de la Caisse d'épargne de Melun à Paris.
Cavalier émérite, il remporte notamment en 1911 sur le cheval « Chantecler » le raid hippique des officiers de seconde ligne organisé par le journal Le Matin. En tant que propriétaire d'écurie de courses, il triomphe dans les grandes épreuves marocaines ; ses couleurs sont maintes fois victorieuses dans la région parisienne. Vice-président de la Société sportive d'encouragement, il deviendra commissaire des courses de trot d'Enghien en 1940, puis commissaire de la Société des courses de Clairefontaine-Deauville, entrera au comité de la Société des courses de la Côte d'Azur et donnera son nom au prix Henri Cravoisier. Par ailleurs, il est également président du comité de l'Automobile Club de l'Île-de-France à partir de 1937.
Engagé volontaire en 1904, il sert comme capitaine de cavalerie durant la Première Guerre mondiale, ce qui lui vaut la croix de guerre et il est nommé chevalier de la Légion d'honneur.
Élu maire de Melun en 1919 et conseiller général du canton de Melun-Nord, il est député de Seine-et-Marne de 1928 à 1932, siégeant au groupe de l'Union républicaine et démocratique.
Il épouse, le 4 avril 1910, Claire-Henriette-Denise Papin, fille de Robert Papin (1848-1926), cofondateur et président de la Société sportive d'encouragement, qui donnera son nom au prix Robert Papin. Il fait ajouter le nom de sa femme à son nom.

## Sources
- « Henry Cravoisier », dans le Dictionnaire des parlementaires français (1889-1940), sous la direction de Jean Jolly, PUF, 1960 [détail de l’édition]